# Horodîșce, Jîtomîr
Horodîșce (în ucraineană Городище) este un sat în comuna Vertokîiivka din raionul Jîtomîr, regiunea Jîtomîr, Ucraina.

## Demografie
Componența lingvistică a localității Horodîșce
     Ucraineană (98,58%)
     Rusă (1,42%)
Conform recensământului din 2001, majoritatea populației localității Horodîșce era vorbitoare de ucraineană (98,58%), existând în minoritate și vorbitori de rusă (1,42%).